# إيمي فريز
إيمي فريز (بالإنجليزية: Amy Freeze) هي مذيعة طقس أمريكية، ولدت في 19 يونيو 1974 في يوتا في الولايات المتحدة.

## وصلات خارجية
- الموقع الرسمي
- إيمي فريز على موقع IMDb (الإنجليزية)